# Birgül Oğuz
Birgül Oğuz (ur. 1981 w Stambule) – turecka pisarka.

## Życiorys
Studiowała komparatystykę i kulturoznawstwo na Uniwersytecie Bilgi w Stambule. Publikowała opowiadania, eseje, artykuły oraz tłumaczenia w najważniejszych tureckich magazynach literackich i czasopismach kulturalnych takich jak: „Varlık”, „Notos Öykü”, „Dünyanın Öyküsü”, „Roman Kahramanları”, „Remzi Kitap”, „Radikal Kitap”, „İzafi”, „Duvar”, „Parşömen”, „Birikim” i „Felsefe Logos”.

## Nagrody
- 2014: Europejska Nagroda Literacka za książkę Hah[3]
- 2013: Stypendium w ramach programu Artist-in-Residence program w ramach którego przez 2 miesiące była gościem MuseumsQuartier w Wiedniu[2].
- 2007: Yaşar Nabi Nayır Gençlik Ödülleri. Nagroda literacka przyznawana przez tureckie czasopismo i wydawnictwo Varlik[4]

## Twórczość
W języku polskim ukazał się jej zbiór opowiadań Ha!. W 2016 roku wydało go Wydawnictwo Uniwersytetu Jagiellońskiego. Autorką przekładu była Danuta Chmielowska. Książka została również przetłumaczona na angielski, węgierski, niemiecki, chorwacki i ormiański.
- Fasulyenin Bildiği (2007)[7]
- Hah (2012)[7]
- İstasyon (2020)[8]